# Luftkorridor (Berlin)

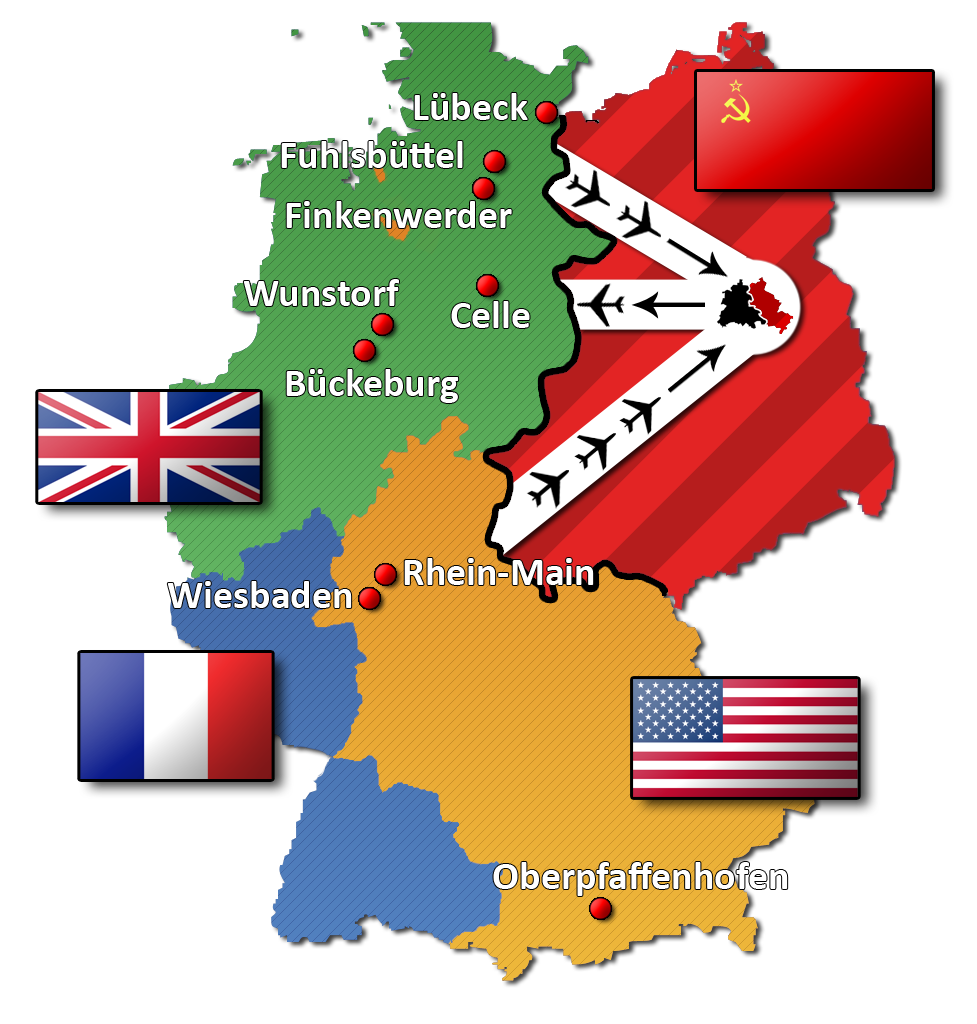
Luftwege während der Berliner Blockade

Als Berliner Luftkorridor werden die drei Luftkorridore bezeichnet, die von 1945 bis 1990 West-Berlin mit Westdeutschland verbanden. Hauptziele in West-Berlin waren der britische Militärflugplatz Gatow sowie die Flughäfen Tempelhof und Tegel, die beide zugleich als Militärflugplätze von den USA (Tempelhof) und Frankreich (Tegel) genutzt wurden.

## Grundlagen
Die drei Luftkorridore beruhten auf Vereinbarungen zwischen den vier Siegermächten des Zweiten Weltkriegs. Zunächst wurden im Sommer 1945 zwei provisorische Korridore über der Sowjetischen Besatzungszone in Deutschland eingerichtet, um angesichts des weitgehend unregulierten Flugverkehrs nach Berlin die sichere Anreise der amerikanischen und britischen Delegationen zur Potsdamer Konferenz zu gewährleisten. Die Westalliierten gingen dabei davon aus, dass es sich um eine temporäre Maßnahme für die Dauer der Konferenz handelte. Nach deren Ende beschwerte sich die Sowjetunion jedoch über westliche Flugzeuge, die nun wieder außerhalb dieser Korridore flogen; der Oberkommandierende der Sowjetischen Besatzungstruppen in Deutschland, Marschall Georgi Konstantinowitsch Schukow, wollte die Beobachtung seiner Streitkräfte verhindern. Daraufhin kam es zu Verhandlungen über eine dauerhafte Lösung.
Am 30. November 1945 vereinbarten die Siegermächte im Alliierten Kontrollrat die Einrichtung von drei 20 Meilen breiten Luftkorridoren zwischen Berlin und den westlichen Besatzungszonen. Am 20. Oktober 1946 veröffentlichte das Flugdirektorat Regeln für die Korridore, die nur von alliierten Flugzeugen genutzt werden durften, und richtete zusätzlich die Kontrollzone Berlin (Berlin Control Zone; BCZ) mit einem Radius von 20 Meilen (entsprechend etwa 32 km) um das von allen vier Mächten betriebene Luftsicherheitszentrale Berlin (Berlin Air Safety Center; BASC) im Sitz des Kontrollrats, dem Kammergerichtsgebäude in Berlin-Schöneberg ein. Obwohl die Sowjetunion aus Protest gegen die Londoner Sechsmächtekonferenz und die Gründung des Brüsseler Paktes ab dem 20. März 1948 die Beschlussfassung des Kontrollrats blockierte und dieser nicht mehr zusammentrat, arbeiten die ehemaligen Alliierten im BASC bis zur Wiedervereinigung Deutschlands zusammen.
Hier mussten alle Flüge in der Kontrollzone und durch die Korridore mindestens zwei Stunden zuvor angemeldet und von den Vertretern der vier Mächte freigegeben werden. Stimmte eine von diesen nicht zu, stempelte sie die entsprechende Flugsicherheitskarte mit „Sicherheit des Fluges nicht garantiert“, was zumeist von sowjetischer Seite geschah. Dies verhinderte solche Flüge nicht, jedoch geschahen diese auf eigene Gefahr und unterlagen immer noch der tatsächlichen Flugsicherung durch das amerikanisch betriebene Luftstraßenkontrollzentrale Berlin (Berlin Air Route Traffic Control Center; BARTCC) auf dem militärischen Teil des Flughafens Tempelhof.
Die sowjetische Seite erklärte nachträglich, dass die Korridore nur der Versorgung der Berliner Garnisonen der Westmächte dienten und daher nur von unbewaffneten Transport-, nicht aber von Kampfflugzeugen benutzt werden dürften. Zudem sei eine Mindestflughöhe von 2.500 und eine maximale Flughöhe von 10.000 Fuß (762 bzw. 3.048 Meter) einzuhalten. Die Westalliierten erkannten dies offiziell nicht an, da es hierfür keine Grundlage in den Abkommen gab, verständigten sich untereinander jedoch inoffiziell darauf, diese Beschränkungen einzuhalten. 1959 ließen die USA eine Lockheed C-130 in 25.000 Fuß (7.620 Meter) Höhe nach Berlin fliegen, um ihre Rechte zu bekräftigen. Nach einem sowjetischen Protest wurde dies jedoch nicht wiederholt.

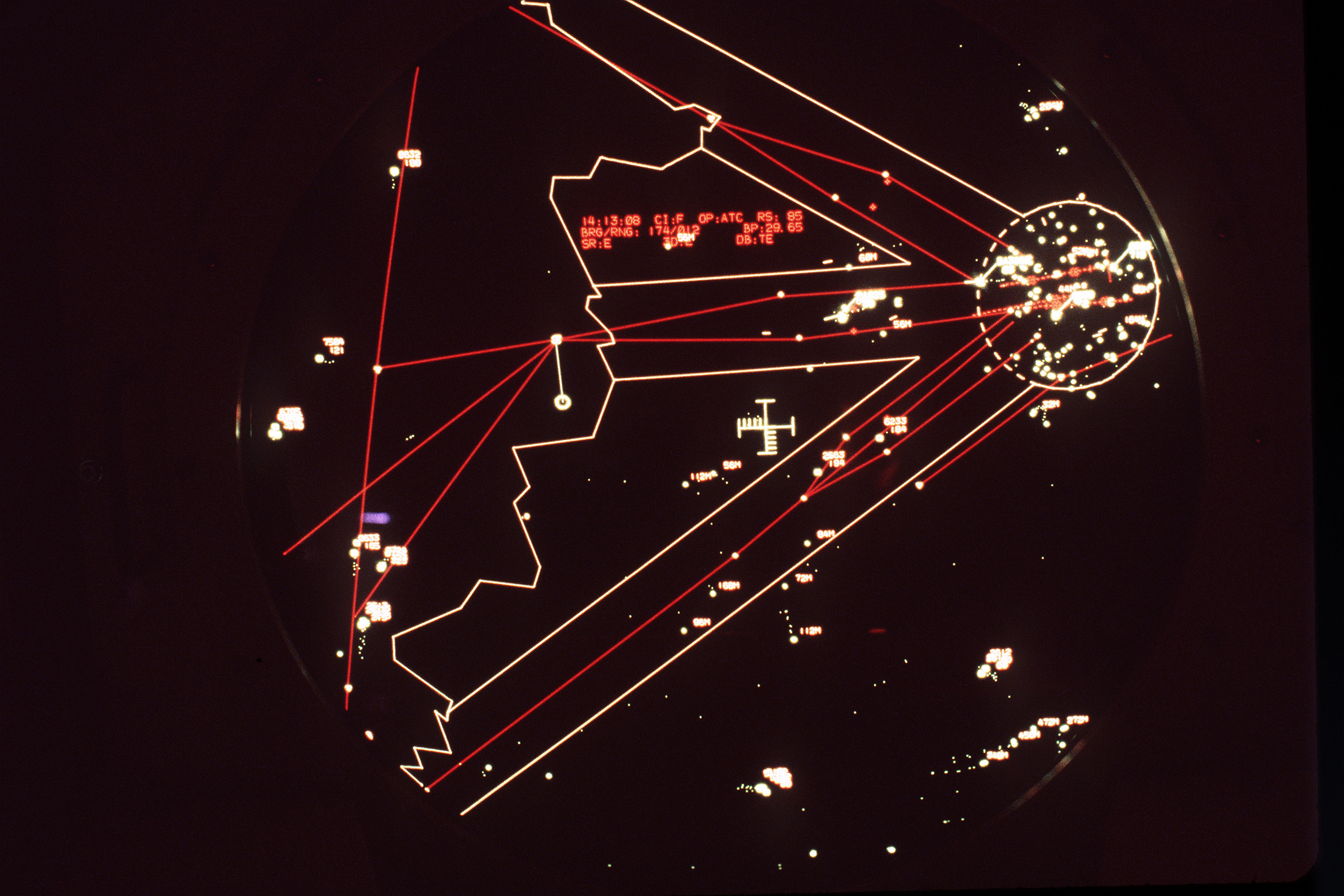
Luftkorridore nach West-Berlin 1989 – Display der Luftverkehrskontrolle der Luftsicherheitszentrale Berlin (BASC)

## Flugbetrieb
Jeder der drei Luftkorridore hatte einen eigenen Namen:
- Hamburg Air Corridor (Nordwesten) in Richtung Hamburg, Bremen, Nordeuropa
- Bueckeburg Air Corridor (Westen) in Richtung Hannover, Köln/Bonn, Westeuropa
- Frankfurt Air Corridor (Südwesten) in Richtung Frankfurt (Main), Nürnberg, Stuttgart, München, Südeuropa.

Besondere Bedeutung kam den Luftkorridoren in der Zeit der Berliner Luftbrücke von Juni 1948 bis Mai 1949 zu.
Ab 1952 wurde die deutsche DECCA-Kette mit vier Sendern in Westdeutschland in Betrieb genommen, die eine Funknavigation ermöglichte.
Bis zur Wiedervereinigung Deutschlands im Jahr 1990 durfte der Zivilluftverkehr zwischen Westdeutschland und West-Berlin ausschließlich durch US-amerikanische, britische und französische Fluggesellschaften durchgeführt werden, insbesondere Pan Am, British Airways und Air France. Bis zum Beginn der 1960er Jahre stand ihnen lediglich der im US-Sektor liegende Flughafen Tempelhof für zivile Passagierflüge zur Verfügung. Mit Eröffnung des zweiten West-Berliner Zivilflughafens in Berlin-Tegel (französischer Sektor) benutzte Air France für ihre täglichen Flüge Paris – Berlin via Düsseldorf ausschließlich den neuen Flughafen Tegel. Pan Am und British Airways wickelten ihre Berlin insbesondere mit Hamburg, Hannover, Düsseldorf, Köln/Bonn, Frankfurt/Main und München verbindenden Flüge zunächst weiterhin über den Flughafen Tempelhof ab. Erst ab 1975 flogen auch sie den 1948 infolge der Berliner Blockade mit der damals längsten Startbahn in Europa versehenen und seit Beginn der 1960er Jahre zu einem modernen Großflughafen ausgebauten Flughafen Tegel an.
Als einzige nicht-alliierte Fluggesellschaft durfte die polnische Fluggesellschaft LOT, geleitet durch die amerikanische Flugsicherung in Tempelhof, die drei Luftkorridore oberhalb der erlaubten Flughöhe durchfliegen. So bot die LOT im Kalten Krieg direkte Flugverbindungen vom DDR-Zentralflughafen Berlin-Schönefeld nach Brüssel und Amsterdam an.

## Luftaufklärung
Obwohl die Sowjetunion mit der Festschreibung der Korridore eine Beobachtung ihrer Streitkräfte aus der Luft verhindern wollte, verschaffte gerade dies den Westalliierten die Möglichkeit zu Spionageflügen. Aufgrund der informellen Beschränkung auf Transportflugzeuge geschah dies ab der Berlin-Blockade mit entsprechend umgebauten Maschinen, die äußerlich durch unauffällige Kennzeichnung, verschließbare Kameraöffnungen und einziehbare Antennen möglichst nicht von normalen Flugzeugen gleichen Typs zu unterscheiden sein sollten, da diese Missionen ein diplomatisches Risiko darstellten. Im Falle einer Notlandung in der DDR hatten die Besatzungen Anweisung, Ausrüstung und Aufnahmen möglichst zu vernichten.
Die Flüge waren dennoch auffällig, da sie sich häufig im Gegensatz zum normalen Verkehr nicht weitgehend an die Mittellinien der Korridore hielten, sondern auch Kurven flogen und sich den Rändern näherten, um bessere Aufnahmen von Objekten unter oder nahe der Korridore zu machen. Dazu gehörten militärische Sperrgebiete wie die Truppenübungsplätze Letzlinger Heide und Lehnin sowie Garnisonen der sowjetischen Streitkräfte und NVA etwa bei Perleberg, Rathenow, Dessau und Gotha.
Die Sowjetunion versuchte diese Flugzeuge durch visuelle Inspektion durch Jagdflugzeuge zu erkennen, durch gefährliche Flugmanöver zu behindern oder durch Funksprüche zur Landung auf ihren Luftwaffenbasis zu bringen, und protestierte regelmäßig gegen Verletzungen der Abkommen. Andererseits nutzte sie die Aufklärung gelegentlich auch zur Präsentation ihres Materials im Rahmen der Abschreckung. Größere Gegenmaßnahmen wurden möglicherweise auch als ein Quid pro quo für gelegentliche Abweichungen sowjetischer Flugzeuge von westlichen Luftstraßen zur Aufklärung über Militärbasen nicht ergriffen.
Vor dem Aufkommen von Spionagesatelliten gehörten diese Flüge zu den wenigen Möglichkeiten, Einblicke in das Gebiet des Warschauer Paktes zu gewinnen. Auch danach gestatteten sie detailliertere Luftaufnahmen sowie elektronische Aufklärung und folgten zudem nicht einer berechenbaren Umlaufbahn. Ergänzt wurden sie von Flügen entlang der innerdeutschen Grenze und über der Ostsee, innerhalb der Berliner Kontrollzone durch die westlichen Militärverbindungsmissionen, sowie in der Frühzeit des Kalten Krieges durch illegale Eindringflüge außerhalb der Korridore.

### Amerikanische Flüge
Die USA führten solche Missionen ab 1948 vom Flugplatz Fürstenfeldbruck mit der 7499th Support Squadron durch, die 1950 zur Wiesbaden Air Base umzog. 1955 wurde diese zur 7499th Support Group mit drei, ab 1959 nur noch zwei Staffeln erweitert. 1972 wurde die Gruppe aufgelöst; die einzige verbleibende Staffel verlegte 1975 als 7405th Operations Squadron zur Rhein-Main Air Base und wurde 1977 der 7575th Operations Group mit zwei Staffeln unterstellt. 1991 wurde die Gruppe aufgelöst. Der Verantwortungsbereich dieser Einheiten umfasste das gesamte Gebiet von der Ostsee bis zum Kaspischen Meer. Allein in den Berliner Korridoren und der Kontrollzone wurden von 1945 bis 1990 rund 10.000 Einsätze geflogen.
Zunächst wurden modifizierte Douglas A-26, Douglas DC-3 und die Aufklärungsversion RB-17 der Boeing B-17 verwendet. Nach der Beschränkung auf Transportflugzeuge verzichtete man seit 1953 auf die Bombertypen, obwohl die Aufklärerversion RB-26 bis 1958 in Dienst blieb. Die RB-17 wurde ab 1950 durch die Douglas C-54 ersetzt, die veraltete C-47 von 1959 bis 1968 durch die CT-29A, eine militärische Variante der Convair CV-240. Ab 1962 wurde hauptsächlich die Boeing C-97 genutzt, die 1975 durch die C-130E ersetzt wurde.

### Britische Flüge
Auf britischer Seite war 2 Tactical Air Force Communications Squadron aus Bückeburg für Korridormissionen zuständig, die 1954 nach RAF Wildenrath verlegte. 1959 wurde die Staffel in Royal Air Force Germany Communications Squadron und 1969 in 60 Squadron umbenannt. Nach dem Abschuss des U-2 Aufklärungsflugzeugs von Francis Gary Powers über der Sowjetunion am 1. Mai 1960 wurden zunächst alle Flüge gestoppt und erst im folgenden Februar in geringem Umfang wieder aufgenommen. Ab 1962 konnte der Oberbefehlshaber der RAF in Deutschland drei Missionen pro Woche ohne weitere Rücksprache mit London genehmigen.
Seit 1947 wurde vor allem die Avro Anson für Korridormissionen verwendet, die ab 1956 durch die Percival Pembroke ersetzt wurde. Kurz vor dem Fall der Berliner Mauer wurde 1989 noch die militärische Version Andover der Avro 748 eingeführt. Anders als Amerikaner und Franzosen flogen die Briten keine regelmäßigen Einsätze zur elektronischen Aufklärung. Insgesamt war die Zahl der Einsätze verglichen mit den Amerikanern sehr viel geringer; 1962 wurden rund 50 im Vergleich zu über 500 geflogen. Allerdings tauschten Briten und Amerikaner Luftbilder untereinander aus bzw. werteten sie gemeinsam aus.

### Französische Flüge
Französische Korridormissionen begannen 1957 und dienten vorwiegend der elektronischen Aufklärung mit Flugzeugen unter der Bezeichnung „Gabriel“, wobei fortlaufende römische Nummern verschiedene Rüststände bezeichneten. Zuständig war zunächst die Escadrille de Liaison Aérienne 55 vom Flughafen Lahr mit C-47 Gabriel I bis IV. Ab 1963 gab es hier die recht offen bezeichnete Escadrille Électronique 54 mit drei Nord Noratlas Gabriel V. Nach dem Rückzug Frankreichs aus der integrierten Kommandostruktur der NATO 1966 verlegte die Staffel nach Metz und ging im Groupement Électronique 35.351 auf, das 1971 in Groupement Électronique Tactique 30.341 und 1988 in Escadre Électronique Tactique 54 umbenannt wurde. 1989 wurde die Transall C-160 Gabriel VI eingeführt, die auch bessere Luftbildfähigkeiten hatte.
Bis 1964 waren bereits 1.000 und bis 1968 schon 2.000 Korridormissionen geflogen worden. Nach dem Rückzug Frankreichs aus der NATO-Struktur gab es nur noch wenig Koordination und Austausch von Ergebnissen mit Amerikanern und Briten. Die französischen Flugzeuge waren allerdings nicht nur für Einsätze in Deutschland, sondern weltweit zuständig.

## Zwischenfälle
- 29. April 1952 – eine französische Linienmaschine wurde über Könnern von MiG-15-Jagdflugzeugen mit scharfer Munition beschossen, es gab zwei (nach anderen Angaben vier) Verletzte an Bord.[10][11]

- 15. November 1966 – Pan Am 708: Absturz einer Frachtmaschine vom Typ Boeing 727-21 auf den Flugplatz Döberitz, GSSD-Truppenübungsplatz Döberitzer Heide (Havelland). Alle drei Besatzungsmitglieder kamen bei dem Unglück ums Leben.